# Saint-Germain-des-Grois
Saint-Germain-des-Grois település Franciaországban, Orne megyében. Lakosainak száma 204 fő (2022. január 1.). Saint-Germain-des-Grois Bretoncelles, Sablons-sur-Huisne, Rémalard en Perche és Verrières községekkel határos.

## Népesség
A település népessége az elmúlt években az alábbi módon változott:
| Lakosok száma | 228  | 236  | 247  | 238  | 236  | 238  | 227  | 215  | 204  |
|               | 2013 | 2015 | 2016 | 2017 | 2018 | 2019 | 2020 | 2021 | 2022 |